# 必殺処刑人
『必殺処刑人』（ひっさつしょけいにん、Outlaw）は2007年のイギリスの犯罪アクション映画。

## ストーリー
5人の男は、犯罪などによって荒廃したロンドンの日常に苛立っていた。退役軍人のブライアントは妻を男に寝取られ、国防義勇軍崩れのサイモンはホテル内で起こる犯罪や売春を監視カメラで見るだけの生活。会社員のジーンは暴行を受けた後も陰険な同僚に金ヅルにされかけ、ケンブリッジ大学に通っていたサンディはゲイとなじられ顔を切り刻まれ一生消えない傷が残り、法廷弁護士のセドリックは妊娠中の妻を子供ごと起訴していたマフィアに殺害された。
「このままじゃ負け犬だ」。彼らはブライアントを中心に、自警団として連帯を強めていく。

## キャスト
※括弧内は日本語吹替
- ダニー・ブライアント - ショーン・ビーン（加藤亮夫）
- ジーン・デッカー - ダニー・ダイア（星野貴紀）
- サンディ・マーデル - ルパート・フレンド
- サイモン・ヒリアー - ショーン・ハリス（藤原満）
- セドリック・マンロー - レニー・ジェームズ（土師孝也）
- ウォルター・ルイス - ボブ・ホスキンス（鈴森勘司）
- ケリー - サリー・ブレットン（樋浦茜子）

その他の声の吹き替え
田坂浩樹／ふくまつ進紗／近藤広務／井田国男／大塚智則／勝沼紀義／祭田絵理／田中結子／黒澤剛史／篠原千佳